# تامارا کوتوسکا
تامارا کوتِوسکا (مقدونی: Тамара Котевска؛ زادهٔ ۹ اوت ۱۹۹۳) کارگردان اهل مقدونیه شمالی است که بیشتر به خاطر فیلم مستند تحسین‌شده‌اش، سرزمین عسل (۲۰۱۹) شناخته می‌شود.

## زندگی
کوتوسکا در پریلپ، جمهوری مقدونیه (مقدونیه شمالی کنونی) به دنیا آمد. او برای سال اول دبیرستان خود برای تحصیل در خارج از کشور در تنسی بورسیه تحصیلی دریافت کرد. او از دانشکده هنرهای دراماتیک با گرایش فیلم مستند در دانشگاه سنت سیریل اند متدیوس در اسکوپیه دانش‌آموخته شد.

## حرفه
کوتوسکا به همراه لوبومیر استفانوف سه سال را در روستای بکیرلیجا در مقدونیه شمالی صرف فیلمبرداری مستندی درباره زن زنبورداری به نام هاتیدزه کرد. این فیلم که در ابتدا قرار بود مستندی کوتاه درباره منطقه رودخانه برگالنیکا باشد، پس از برخورد اتفاقی با این زنبوردار، منجر به ساخت مستند بلند سرزمین عسل شد. کوتِوسکا و استفانوف پیش از آن در ساخت مستند دیگری به نام دریاچه سیب (۲۰۱۷) همکاری داشتند.
سرزمین عسل علاوه بر کسب سه جایزه در جشنواره فیلم ساندنس ۲۰۱۹، در نود و دومین دوره جوایز اسکار نیز با کسب نامزدی دو جایزه بهترین فیلم مستند و بهترین فیلم بین‌المللی، به موفقیت رسید. این مستند پس از فیلم پیش از باران (۱۹۹۴)، دومین فیلم مقدونیه‌ای است که نامزد اسکار شده است.

## فیلم‌شناسی
- ۲۰۱۴: بازی‌ها (داستانی کوتاه)
- ۲۰۱۵: آغوش رایگان (داستانی کوتاه)
- ۲۰۱۷: دریاچه سیب (مستند کوتاه)
- ۲۰۱۹: سرزمین عسل (مستند بلند)
- ۲۰۱۹: خانه‌ای در جاده کوهستانی (موزیک ویدیو)
- ۲۰۱۹: قانون پنجه (داستانی کوتاه)
- ۲۰۲۱: حالت انفرادی (مستند کوتاه)
- ۲۰۲۳: پیاده روی (مستند بلند)